# Tembo Tabou (album)
Tembo Tabou est un album de bande dessinée, le vingt quatrième de la série Les aventures de Spirou et Fantasio. Outre l'aventure principale, il contient une petite histoire intitulé La cage mettant en scène le chasseur Bring M. Backalive de la série du Marsupilami ainsi que divers gags avec l'animal.

## Synopsis

### Tembo Tabou
Spirou et Fantasio cherchent à rejoindre l'écrivain américain Thirstywell dans la jungle africaine. Sur place, ils découvrent son camp piétiné, et en cherchant des traces, ils rencontrent des éléphants rouges, qui se révèlent vite être peints. Par la suite, ils entrent en contact avec des pygmées des environs, qui leur avouent posséder une forte quantité d'or, et que des bandits les menacent avec les éléphants s'ils refusent de payer un certain tribut en or régulièrement.
Les deux héros découvrent le camp des bandits et sont faits prisonniers, mais les pygmées, inspirés par leur courage, viennent les sauver et permettent la capture des bandits. Dans le camp, ils découvrent également Thirstywell prisonnier, parce que les criminels se méfiaient de lui.

### La cage
Bring M. Backalive est l'un des meilleurs chasseurs au monde. Il a capturé un des petits marsupilami qu'il a enfermé dans une mini cage. Bien qu'il soit satisfait de sa capture et qu'il prenne des précautions, il est malmené par l'animal, tandis que le marsupilami remonte facilement la piste, parvient à libérer son fils de la cage et se prépare à mettre une correction au chasseur. Ce dernier réussit à fuir les marsupilamis en s'enfermant dans la cage à guépard qu'il a monté sur le camp, solide à toute épreuve. Malheureusement, il a oublié la clé de la cage et doit revenir à la civilisation pour en sortir...
Cette aventure de 6 pages ne comporte que les marsupilamis vus dans l'album Le nid des Marsupilamis et est les prémices de la future série Marsupilami de Franquin dont le chasseur Bring M. Backalive en sera un personnage régulier.

## Personnages
- Spirou
- Fantasio
- Spip
- Le Marsupilami
- Oliver Gurgling Thirstywell (première apparition)
- Matuvu (première apparition)
- Titus (première apparition)
- Le Petit Noël

## Publications
- Tembo Tabou , publié pour la première fois dans Le Parisien libéré en 1959 (n°4661 au 4775), et publié une nouvelle fois dans le journal de Spirou du no 1721 du 8 avril 1971 au no 1723 du 22 avril 1971.
- La cage , publié pour la première fois dans le journal de Spirou no 1420 du 1er juillet 1965.